# Zygodon sibiricus
Zygodon sibiricus är en bladmossart som beskrevs av Ignatov et al. 1999. Zygodon sibiricus ingår i släktet ärgmossor, och familjen Orthotrichaceae. Inga underarter finns listade i Catalogue of Life.